# Völkl
Völkl Ski International, GmbH, ( pronuncia in lingua tedesca: [foelkl]) è una società produttrice di attrezzature sportive con sede in Germania. Inizialmente produceva sci, ma ha esteso la sua linea a snowboard, capispalla e attrezzatura da tennis. La filiale americana si trova a Lebanon (New Hampshire) insieme al suo produttore di attacchi da sci interamente di proprietà, Marker . Nel 2015 Völkl ha acquistato la casa produttrice di scarponi da sci Dalbello.

## Sci Völkl

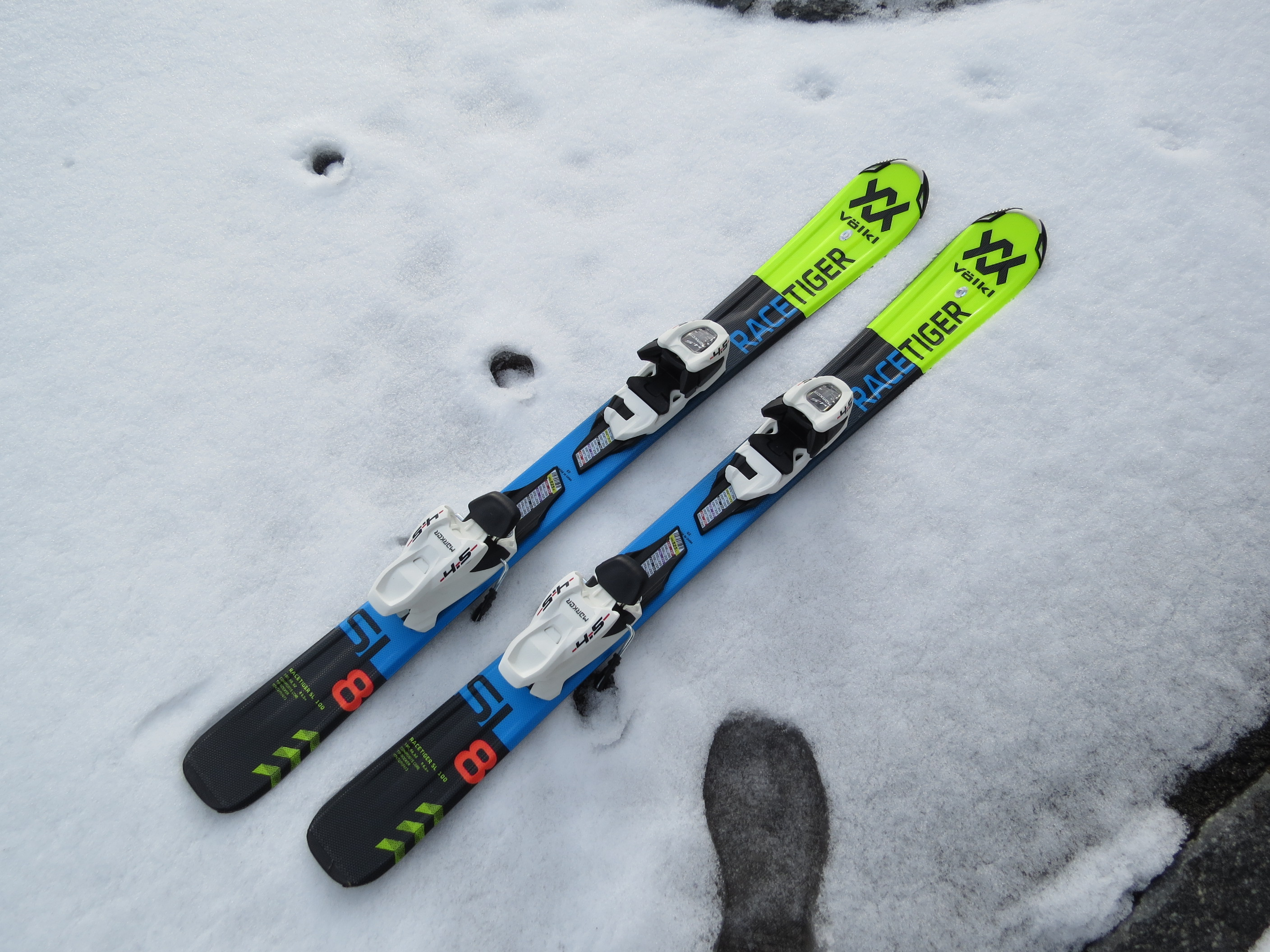
Sci Völkl

Dal 1914, Völkl produce sci a Straubing, in Germania, una città bavarese a circa un'ora e mezza di auto a nord-est di Monaco. Negli anni '60, Sears iniziò a distribuire Völkl in Nord America con i marchi Othmar Schneider e Sears. Sebbene di recente abbiano costruito un impianto di produzione all'avanguardia a Straubing, la fabbrica originale è ancora in uso come Völkl World Logistics Center.

### Squadra Sci Völkl
- Jens Byggmark
- Andrea Fischbacher
- Manfred Pranger
- Stefano Gross
- Laurenne Ross
- Nolan Kasper

### Squadra Freeski Völkl
- Ingrid Backstrom
- Russ Henshaw
- Ahmet Dadali
- Andrea Binning
- Ane Enderud
- Caja Schöpf
- Emilia Wint
- Emma Dalhstrom
- Grete Eliassen
- Janina Kuzma
- Jen Hudak
- Jeremy Pancras
- Markus Eder
- Nick Goepper
- Nico Zacek
- Paddy Graham
- Oscar Scherlin
- Pekka Hyysalo
- Sam Smoothy
- Stian Hagen
- Virginie Faivre
- Thomas Dolpads
- Matt Phillipi
- Ted Davenport
- Thomas Hlawitschka
- Walter Wood
- Matt Reardon
- Per Jonsson
- Warren Smith
- Ian Mac Intosh
- Flo Wieser
- Tanner Rainville
- Dash Longe
- Ian McIntosh
- Matt Philippe
- Lyman Currier
- Maddie Bowman
- Sierra Quitiquit
- Jess McMillan
- Alex Beaulieu-Marchand
- Øystein Bråten

## Völkl nel tennis professionale
Le racchette da tennis Völkl sono state utilizzate da giocatori come Boris Becker, Michael Stich, Sergi Bruguera, Petr Korda e Jana Novotna . L'elenco dei giocatori attuali include Stefanie Vögele, Liezel Huber, Laura Siegemund e molti giocatori Senior e Junior in tournée. Volkl Tennis non fa più parte degli sci Volkl e la produzione avviene in una fabbrica completamente diversa.

### Modelli di racchette da tennis
•V-Cell

•Vöstra
- Tour 10 V-Engine
- Quantum 10
- Quantum 10 Tour
- DNX 1
- DNX 2
- DNX 3
- DNX 4
- DNX 7
- DNX 8
- DNX 10
- C10 Pro
- Organix
- Team Speed
- PB 10 Mid

## Marker Volkl, Stati Uniti
Con sede nel New Hampshire, Marker Volkl è l'importatore e distributore di prodotti Völkl negli Stati Uniti e una consociata di Völkl International. Jarden Action Sports possiede sia Marker Volkl, USA e Völkl International. K2 e LINE sono stati acquisiti dalla Jarden Corporation nel 2007. Jarden è stata acquisita da Newell nel 2016. Newell ha venduto Völkl e K2 a Kohlberg Company nel 2017.